# آلفرد گیلکس
آلفرد گیلکس (به انگلیسی: Alfred Gilks) فیلمبردار آمریکایی سینمای هالیوود است که برنده جایزه اسکار بهترین فیلمبرداری سال ۱۹۵۱ شد.

## فیلم‌شناسی
- مو قرمزی (۱۹۲۸)
- احساس مالکیت (۱۹۲۹)
- خانم مارکر کوچک (۱۹۳۴)
- راه شیری (۱۹۳۶)
- یک آمریکایی در پاریس (۱۹۵۱)